# Embleem van Algerije

Embleem van Algerije

Het embleem van Algerije is in 1976 in de huidige vorm ingevoerd.

## Beschrijving
Midden in het embleem staat het islamitisch symbool de hand van Fatima. Links ervan (op de afbeelding rechts) staan drie korenaren. Aan de andere zijde staat een fabriek en diverse planten. Op de achtergrond zijn bergen te zien met daarachter een ondergaande zon. Onder de hand van Fatima is een ander islamitisch symbool te zien, de wassende maan en ster. Om het geheel staat de Arabische tekst الجمهورية الجزائرية الديمقراطية الشعبية, hetgeen de officiële naam van het land is (Democratische Volksrepubliek Algerije).

Voormalige wapens van Algerije
Frans-Algerije 1830-1962
1962-1971
1971-1976

Algerije · Angola · Benin · Botswana · Burkina Faso · Burundi · Centraal-Afrikaanse Republiek · Comoren · Congo-Brazzaville · Congo-Kinshasa · Djibouti · Egypte · Equatoriaal-Guinea · Eritrea · Ethiopië · Gabon · Gambia · Ghana · Guinee · Guinee-Bissau · Ivoorkust · Kaapverdië · Kameroen · Kenia · Lesotho · Liberia · Libië · Madagaskar · Malawi · Mali · Marokko · Mauritanië · Mauritius · Mozambique · Namibië · Niger · Nigeria · Oeganda · Rwanda · Sao Tomé en Principe · Senegal · Seychellen · Sierra Leone · Soedan · Somalië · Swaziland · Tanzania · Togo · Tsjaad · Tunesië · Westelijke Sahara · Zambia · Zimbabwe · Zuid-Afrika · Zuid-Soedan
Afhankelijke gebieden:
Brits Territorium in de Indische Oceaan · Canarische Eilanden · Ceuta · Melilla · Madeira · Mayotte · Réunion · Sint-Helena · Tristan da Cunha